# Summer Moved On
Summer Moved On ist ein Popsong von a-ha. Das Lied wurde am 27. März 2000 als erste Single aus dem Album Minor Earth, Major Sky ausgekoppelt.

## Geschichte
Summer Moved On war die erste Single von a-ha nach über sechs Jahren. Ursprünglich wurde das Stück geschrieben, nachdem a-ha beim Konzert anlässlich der Verleihung des Friedensnobelpreises 1998 auftreten durften. Zu dieser Zeit gab es Uneinigkeit unter den Bandmitgliedern; bis zur Wiedervereinigung für das Comeback-Album war es noch ein weiter Weg. Allerdings trug der Erfolg bei dem Konzert, bei dem nur zwei Songs gespielt wurden, dazu bei, den Weg zu ebnen.
Summer Moved On wurde ein Hit in vielen Teilen Europas und erreichte Platz 1 in diversen Charts, Platz 8 in Deutschland. Das Coverfoto der Single von Bjørn Opsahl zeigt die Band vor einer dunklen Wand. Von den kaum zu erkennenden Bandmitgliedern ist Morten Harket am besten zu sehen.

## Rekord
Morten Harket hält mit diesem Song den Rekord für die am längsten gehaltene Note in einem Top-40-Popsong, er hält den Ton für 20,2 Sekunden (von 2:52 bis 3:12) oder 8 Takte (32 Beats).

## Musikvideo
Das Video wurde mit dem Regisseur Adam Berg im spanischen Cádiz an einem kalten Tag im April 2000 gedreht.

## Chartplatzierungen
| ChartsChartplatzierungen     | Höchstplatzierung | Wochen |
| ---------------------------- | ----------------- | ------ |
| Deutschland (GfK)            | 8 (12 Wo.)        | 12     |
| Norwegen (IFPI)              | 1 (6 Wo.)         | 6      |
| Österreich (Ö3)              | 10 (11 Wo.)       | 11     |
| Schweiz (IFPI)               | 14 (19 Wo.)       | 19     |
| Vereinigtes Königreich (OCC) | 33 (2 Wo.)        | 2      |